# 2M 1207b
A 2M1207 b exobolygó, amit elsőnek fedeztek fel, egy barna törpe körül kering. Tömegét a Jupiter tömegének 5-8-szorosára becsülik, azaz bőven alatta marad a barna törpék (és ezáltal a csillagok) legkisebb tömegének (ami 13 Jupiter-tömeg). Felszíni hőmérséklete meglehetősen magas, kb. 1000 °C. A csillagtól (mely mintegy 200 fényévre van a Naprendszertől) távolsága 55 CsE (ez a legnagyobb Pluto-Nap távolságnál 10%-kal nagyobb).

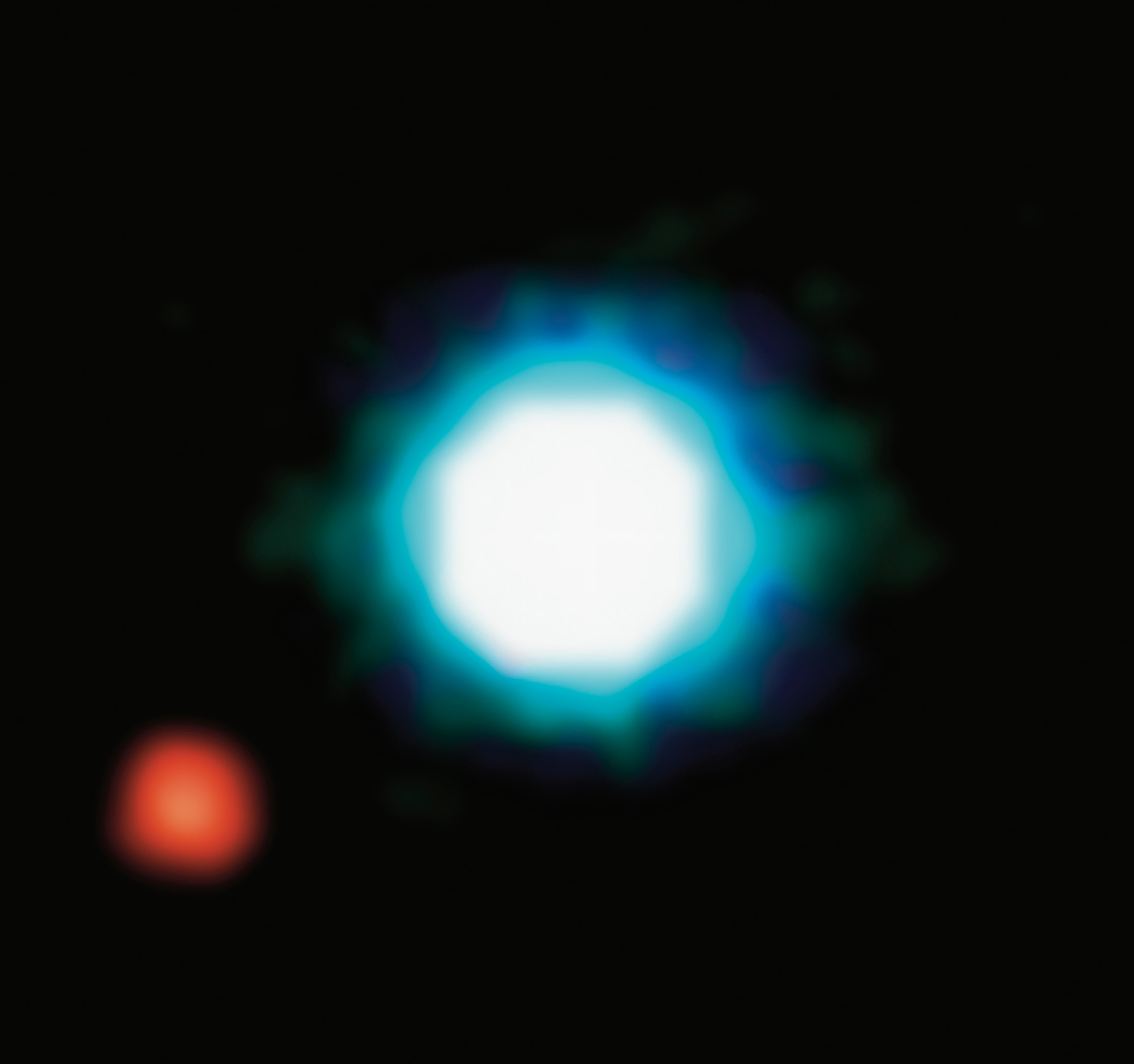
A 2M1207 barna törpe (kék) és bolygója (2M1207b, vörös) a VLT 2006 szeptemberi felvételén. Ez volt az első exobolygó, amelyet közvetlenül sikerült megörökíteni

2006-ban a barna törpe körül porkorongot is találtak, amely valószínűsíti, hogy a bolygó a hagyományos bolygókeletkezési modelleknek megfelelően alakult ki. (Azaz nem például kettőscsillagról van szó.)
Az első exobolygó, melyet (a Gaël Chauvin francia csillagász vezette kutatócsoportnak) sikerült közvetlenül is megörökíteni, infravörös tartományban, az ESO 8,2 méteres VLT (Yepun) távcsövével, 2005 őszén.
Egyes feltételezések szerint a bolygó szokatlanul magas hőmérsékletét (1600 kelvin a várt 1000 K helyett) egy, a közelmúltban bekövetkezett ütközés okozza egy másik bolygóval. Ha ez igaz, akkor a fényesen izzó bolygó mérete és tömege a korábban feltételezettnél sokkal kisebb, 50 földtömeg körüli (a Szaturnusz tömege körülbelül 95 földtömeg). A kérdés megnyugtató eldöntéséhez a jelenleginél nagyságrendileg nagyobb távcsőre van szükség, erre alkalmas lehet például a Giant Magellan Telescope, mely a tervek szerint 2016-ban kezdi meg működését.

## Jelentőség
A csillag korát 8 millió évre becsülik, ezért itt a naprendszerek kialakulására vonatkozó elméleteket a megfigyelések alapján a gyakorlatban is ellenőrizhetik a csillagászok.